# 王羲民
王羲民（1573年—1610年），號念惺，南直隶常州府江阴县人，軍籍，明朝政治人物。

## 生平
万历二十八年（1600年）庚子科应天乡试舉人，萬曆二十九年（1601年）聯捷辛丑科進士，大理寺觀政，授平湖县知县，曾在當湖修建「弄珠楼」，雲間董其昌飛白書額。三十三年丁憂，三十五年補邯郸知县，三十七年升工部屯田司主事，三十八年卒。

## 家族
曾祖王昂。祖父王訥。父王廷宾，字明扬，少为諸生，食貧，教授里中。万历十年魁壬午应天鄉試，安貧教授如故。謁選爲德安令，县当江右孔道，地瘠民貧，廷宾倍为节省，宽刑息讼，以俭约先，期年感脾疾乞归，杜门读书，绝不知有造请營求事，教子羲民为进士，言行群推为古人。